# Gene reporter
Un gene reporter è un gene la cui attività è facilmente monitorabile mediante istochimica o metodi immunologici; esso codifica per un prodotto genico che può essere utilizzato per studiare l'attività di sequenze regolatrici di un altro gene di interesse.
L'espressione di questi geni è facilmente identificabile e quantificabile mediante semplici saggi, per questo motivo sono usati come marcatori selezionabili.
I geni reporter sono spesso usati come indicatori per valutare il successo della transfezione ovvero mettono in evidenza se un determinato gene è stato acquisito dalle cellule prese in considerazione e se il suddetto gene viene espresso correttamente. È importante quindi che il gene reporter usato non sia naturalmente espresso nelle cellule d'interesse.
Oltre che l'efficacia della transfezione i geni reporter possono essere usati anche per studiare:
- la forza di un promotore
- il destino intracellulare di un prodotto genico
- l'interazione tra due proteine
- l'interazione tra proteine e acidi nucleici

## Tipi di geni reporter
I geni reporter più usati sono:

### CAT (Cloramfenicolo O-acetiltransferasi)
È stato il primo reporter usato. In presenza di CAT (cloramfenicolo acetiltransferasi) e di un donatore di acetile (CoA marcato in C14), il cloramfenicolo viene acetilato dall'enzima producendo una miscela di molecole marcate che possono essere rivelate su TLC (cromatografia su strato sottile) o tramite autoradiografia.
Successivamente per evitare l'uso di sostanze radioattive si è ricorsi all'uso del gene lacZ di E.coli che codifica per la β-galattosidasi e poi alla luciferasi.

### Gene LacZ (β-galattosidasi)
Il gene LacZ codifica per la β-galattosidasi che è un enzima idrolitico che catalizza nei polisaccaridi noti come beta-galattosidi tramite la rottura dei legami beta-glicosidico. Questo enzima provoca la colorazione delle cellule che lo esprimono quando esse si trovano in un terreno contenente X-Gal (X-galattosio) che idrolizzato genera un prodotto di colore blu (tecnica detta di screening bianco-blu).
Dato che CAT e la β-galattosidasi sono enzimi stabili, la cui attività permane a lungo nelle cellule che li esprimono, qualora si volessero osservare rapidi cambiamenti nell'espressione genica tali reporter non potrebbero essere utilizzati. Si è ricorsi, per ciò, all'uso della luciferasi.

### Luciferasi
La luciferasi è un enzima che catalizza l'ossidazione della luciferina, una reazione che, in presenza di un eccesso di ATP, ossigeno e ioni magnesio, perde energia (elettroni) sotto forma di radiazione luminosa che può essere rivelata con un luminometro. Tale reazione ha un'altissima sensibilità e ha un rapido decadimento.

### GFP (Green Fluorescent Protein)
La GFP (Green fluorescent protein) deriva dalla medusa Aequorea victoria. Data la sua capacità di emettere luce dopo esposizione UV, viene usata come marcatore per individuare la locazione di particolari proteine o per studiare l'espressione genica all'interno delle cellule. La sua struttura è organizzata in 11 foglietti β con disposizione a barile che circonda il fluoroforo.